# Franck Lessay
Pour la commune, voir Lessay.
Franck Lessay, né en 1951, est un philosophe français.

## Biographie
Normalien (promotion 1971), il participe avec Michel Leroy, Michel Prigent et Laurent Wetzel à un groupe de normaliens de droite.
Professeur de philosophie politique à l’Université Paris 3 - Sorbonne Nouvelle, il a obtenu le Prix « XVIIe Siècle » en 1993 pour la traduction, l'édition critique et la présentation de l’œuvre de Hobbes en français (chez Vrin, sous la direction d’Yves Charles Zarka).

### Fonctions et responsabilités
Franck Lessay est membre du conseil de laboratoire de l’Institut Michel Villey pour la culture juridique et la philosophie du droit, du comité de rédaction de la revue Commentaire et du conseil de direction de la revue Cités.

## Recherches
Franck Lessay conduit ses recherches vers l’histoire des idées politiques, théologiques, juridiques et culturelles en Grande-Bretagne et aux États-Unis, avec un accent mis sur la période du XVIIe siècle. On y trouve des articles ou des études relatives à des sujets tels que : la crise constitutionnelle des débuts de la période révolutionnaire anglaise (« Magna Carta », « Bill of Rights », « Habeas corpus » et la théorie juridique de Jeremy Bentham), les polémiques religieuses (le courant antinomien au XVIIIe siècle puis l’émergence de la notion de tolérance religieuse au XVIIe siècle), le féminisme de Mary Wollstonecraft et l’utopie féministe de Charlotte Perkis Gilman, la critique sociale de Thomas Malthus, la pensée politique du victorien Walter Bagehot, l’écriture écologiste de la poétesse américaine Annie Dillard, l’épistémologie de Francis Bacon et le travail d’historiographe de Thomas Carlyle.

### Ouvrages
- (avec Morvan A., Gournay J.-F.), Histoire des idées dans les îles Britanniques, Paris, PUF, 1996.
- Les fondements philosophiques de la tolérance, ouvrage collectif en trois tomes (1 : « Etudes », 324 pages ; 2 : « Textes », 453 pages ; 3 : « Pierre Bayle », 264 pages) préparé sous la direction d’Yves Charles Zarka, Franck Lessay, G. A. J. Rogers, Paris, Presses Universitaires de France, collection « Fondements de la politique », 2002.
- Innovation et tradition de la Renaissance aux Lumières, ouvrage dirigé par François Laroque et Franck Lessay, Paris, Presses Sorbonne Nouvelle, 2002, 200 pages.
- Esthétiques de la nouveauté à la Renaissance, ouvrage dirigé par François Laroque et Franck Lessay, Paris, Presses Sorbonne Nouvelle, 2001, 189 pages.

### Traductions
- Révision de la traduction réalisée par Luc Foisneau et Florence Perronin des Questions Concerning Liberty, Necessity and Chance de Hobbes : Les questions concernant la liberté, la nécessite et le hasard, tome XI-2 des Œuvres de Hobbes en français, Paris, Vrin, 2000, 456 pages.
- Révision, avec Yves Charles Zarka et Pierre Lurbe, de la traduction du Léviathan de Hobbes par François Tricaud. Cette traduction, publiée en 1971, fera l’objet d’une nouvelle édition qui comportera en outre la traduction (également réalisée par François Tricaud) du texte latin du Léviathan et paraîtra chez Vrin, à Paris, fin 2003.